# SN 2006pj
SN 2006pj – supernowa typu Ia odkryta 9 listopada 2006 roku w galaktyce A223718+0044. W momencie odkrycia miała maksymalną jasność 22,20m.